# 윤영민 (바둑 기사)
윤영민(尹泳珉, 1978년 7월 27일 ~ )은 대한민국의 여자 바둑 기사이다.

## 학력
- 동래여자고등학교
- 중앙대학교 경제학과

## 약력
1996년과 1998년의 제3회, 제5회 보해컵 세계여자바둑선수권대회 본선에 진출했으며, 1999년 제6기 여류국수전과 제1기 여류명인전 본선에 올랐다. 2009년 제11기 STX배 여류명인전 본선과 제3기 지지옥션배 본선에 진출했다.